# Johnny Winter
John Dawson Winter III, mais conhecido como  Johnny Winter (Beaumont, Texas, 23 de Fevereiro de 1944 — perto de Zurique, 16 de Julho de 2014), foi um guitarrista e cantor de blues norte-americano, considerado um dos melhores no seu estilo. É irmão de Edgar Winter, e além de seu talento com a guitarra, um fator que se tornou conhecido foi seu albinismo, compartilhado com seu irmão.

## Biografia
Johnny começou a se apresentar ainda jovem com seu irmão Edgar Winter. Seu primeiro disco, School Day Blues foi lançado quando Winter tinha 15 anos de idade. Em 1968 ele começou a tocar em um trio com o baixista Tommy Shannon, o baterista Uncle John Turner, e o guitarrista solo Blue Perry. Um artigo na revista Rolling Stone ajudou a gerar interesse no grupo. O álbum Johnny Winter foi lançado no final do ano. Em 1969 o trio se apresentou em vários festivais, incluindo Woodstock.
Em 1973, depois de se livrar das drogas, Winter retornou em forma com Still Alive and Well. Em 1977 ele produziu o álbum Hard Again de Muddy Waters. A parceria resultaria em várias indicações ao Grammy, e Johhny gravou o álbum Nothing But Blues com os integrantes da banda de Muddy.
Em 1988 ele foi incluído no "Hall da Fama do Blues". Em 2012, foi considerado o 63º melhor guitarrista de todos os tempos pela revista norte-americana Rolling Stone.
Faleceu no dia 16 de Julho de 2014, em um quarto de hotel perto de Zurique, Suíça.

## Discografia
- Johnny  Winter (1968)
- The Progressive Blues Experiment (1969)
- Second Winter (1969)
- The Johnny Winter Story (1969)
- Johnny Winter And (1970)
- About Blues (1970)
- Early Times (1970)
- Before the Storm (1970)
- Johnny Winter and Live (1971)
- Still Alive and Well (1973)
- Saints and Sinners (1974)
- Austin, TX (1974)
- John Dawson Winter III (1974)
- Captured Live! (1976)
- Together (1976), com Edgar Winter
- Nothin' but The Blues (1977)
- White Hot and Blue (1978)
- Raisin' Cain (1980)
- Ready For Winter (1981)
- Guitar Slinger (1984)
- Serious Business (1985)
- Third Degree (1986)
- The Winter of '88 (1988)
- Let me In (1991)
- Jack Daniels Kind Of Day (1992)
- Hey, Where's Your Brother? (1992)
- Live In NYC '97 (1998)
- Back In Beaumont (2000)
- I'm a Bluesman (2004)
- Step Back (2014)